# Canoagem nos Jogos Pan-Americanos de 2019 - K-1 200 m feminino
A competição do K-1 200 metros feminino foi um dos eventos da canoagem nos Jogos Pan-Americanos de 2019. Foi disputada no Parque Natural Albúfera de Medio Mundo, em Huacho, no Peru nos dias 28 e 30 de julho.

## Calendário
Horário local (UTC-5).
| Data        | Horário | Fase      |
| ----------- | ------- | --------- |
| 28 de julho | 10:00   | Baterias  |
| 28 de julho | 12:35   | Semifinal |
| 30 de julho | 10:40   | Final     |

## Medalhistas
| Ouro   | ARG Sabrina Ameghino   |
| Prata  | CAN Andréanne Langlois |
| Bronze | MEX Beatriz Briones    |

## Resultados

### Eliminatórias
Os dois melhores em cada bateria se classificaram diretamente para a final, e os quatro seguintes disputaram a semifinal. 
Bateria 1
| Pos. | Canoísta           | País           | Tempo  | Obs. |
| ---- | ------------------ | -------------- | ------ | ---- |
| 1    | Andréanne Langlois | CAN Canadá     | 40.714 | F    |
| 2    | Sabrina Ameghino   | ARG Argentina  | 40.751 | F    |
| 3    | Stefanie Perdomo   | ECU Equador    | 42.411 | SF   |
| 4    | Ana Paula Vergutz  | BRA Brasil     | 42.711 | SF   |
| 5    | Mara Guerrero      | VEN Venezuela  | 44.546 | SF   |
| 6    | Andrea Curbelo     | PUR Porto Rico | 50.791 | SF   |

Bateria 2
| Pos. | Canoísta         | País               | Tempo    | Obs. |
| ---- | ---------------- | ------------------ | -------- | ---- |
| 1    | Beatriz Briones  | MEX México         | 41.993   | F    |
| 2    | Ysumy Orellana   | CHI Chile          | 43.258   | F    |
| 3    | Elena Wolgamot   | USA Estados Unidos | 43.641   | SF   |
| 4    | Flavia López     | CUB Cuba           | 44.823   | SF   |
| 5    | Grecia Gomringer | PER Peru           | 57.671   | SF   |
| 6    | Ruth Cruz        | BIZ Belize         | 1:11.448 | SF   |

### Semifinal
Os quatro primeiros colocados se classificaram para a final. 
| Pos. | Canoísta          | País               | Tempo    | Obs. |
| ---- | ----------------- | ------------------ | -------- | ---- |
| 1    | Stefanie Perdomo  | ECU Equador        | 40.686   | F    |
| 2    | Ana Paula Vergutz | BRA Brasil         | 40.746   | F    |
| 3    | Elena Wolgamot    | USA Estados Unidos | 42.431   | F    |
| 4    | Flavia López      | CUB Cuba           | 43.121   | F    |
| 5    | Mara Guerrero     | VEN Venezuela      | 44.523   |      |
| 6    | Andrea Curbelo    | PUR Porto Rico     | 48.048   |      |
| 7    | Grecia Gomringer  | PER Peru           | 59.491   |      |
| 8    | Ruth Cruz         | BIZ Belize         | 1:08.216 |      |

### Final
A final ocorreu dia 30 de julho às 10:40. 
| Pos.              | Canoísta           | País               | Tempo  | Obs. |
| ----------------- | ------------------ | ------------------ | ------ | ---- |
| Medalha de ouro   | Sabrina Ameghino   | ARG Argentina      | 42.979 |      |
| Medalha de prata  | Andréanne Langlois | CAN Canadá         | 43.406 |      |
| Medalha de bronze | Beatriz Briones    | MEX México         | 43.436 |      |
| 4                 | Ana Paula Vergutz  | BRA Brasil         | 44.361 |      |
| 5                 | Stefanie Perdomo   | ECU Equador        | 44.444 |      |
| 6                 | Ysumy Orellana     | CHI Chile          | 45.121 |      |
| 7                 | Elena Wolgamot     | USA Estados Unidos | 46.209 |      |
| 8                 | Flavia López       | CUB Cuba           | 47.744 |      |